# Erythropitta
Erythropitta là một chi chim trong họ Đuôi cụt (Pittidae). Chi này có 6 loài, được tìm thấy chủ yếu ở Đông Nam Á, với 1 loài phân bố đến tận Úc. Chi này trước đây nằm trong chi lớn là chi Pitta, nhưng một nghiên cứu năm 2006 đã tách Pitta thành 3 chi riêng biệt trong họ của nó.

## Các loài
- Erythropitta arquata: Đuôi cụt sọc lam (đồng nghĩa: Pitta arquata)
- Erythropitta erythrogaster: Đuôi cụt bụng đỏ (đồng nghĩa: Pitta erythrogaster)
- Erythropitta granatina: Đuôi cụt hồng lựu (đồng nghĩa: Pitta granatina)
- Erythropitta kochi: Đuôi cụt ria (đồng nghĩa: Pitta kochi)
- Erythropitta ussheri: Đuôi cụt đầu đen (đồng nghĩa: Pitta ussheri)
- Erythropitta venusta: Đuôi cụt chỏm đen (đồng nghĩa: Pitta venusta)